# Законы подражания
Законы подражания (фр. Les lois de l’imitation) — один из трудов французского социолога Жана Габриеля Тарда, опубликованный в 1890 году. Работа посвящена социально-коммуникативной деятельности людей, проявляющейся в форме подражания, которая лежит в основе развития общества. В качестве другого важного элемента в объяснении развития общества автор называет изобретение «как процесс адаптации к изменяющимся условиям окружающей среды».
Начальная точка анализа Тарда — его определение феномена подражания. Цель «Законов подражания» имеет два вектора: раскрыть то, как этот феномен проявляется в социальной жизни, и обозначить основные логические и экстралогические законы.
По Тарду, общество — это подражание, поскольку только благодаря ему «общество поддерживает свою целостность». Появление и распространение изобретений, что сопровождается сменой ориентиров для подражания, способствует изменениям в социуме.
Французский социолог пытался описать обстоятельства социальных трансформаций. Он верил, что изменения в обществе объясняются не возникновением великих людей и их индивидуальными поступками, а «возникновением великих идей, которые он именует изобретениями, или открытиями»:
«Под этими двумя терминами я понимаю всякое нововведение или всякое дальнейшее улучшение предшествовавшего нововведения во всякого рода социальных явлениях: в языке, религии, политике, праве, промышленности, искусстве».

Автор концентрирует свое внимание на сходных и повторяющихся социальных фактах как объекте социальной науки. Согласно Тарду, источником любого сходства является подражание:

«Всякие сходства социального происхождения, замечаемые в мире общественном, представляют прямое или косвенное следствие подражания во всех его видах: подражания-обычая или подражания-моды, подражания-симпатии или подражания-повиновения. Подражания-обучения или подражания-воспитания. Подражания слепого или подражания сознательного и т. д.».

## Связь изобретения и подражания
В своей работе Тард пишет, что изобретения, или нововведения, распространяются и становятся социально значимыми благодаря подражанию. «В общественном отношении, все оказывается изобретениями и подражаниями; подражания — это реки, вытекающие из тех гор, что представляют собой изобретения».

Механизм подражания автор описывает тем, что это явление зарождается вследствие оказания воздействия одним человеком на другого, поэтому «особое место в понимании подражания Тард отводил коммуникации, разговору». Именно разговор играет исключительную роль в процессе распространения подражания, а «изобретения появляются тем скорее, чем чаще и полнее происходит обмен идей между индивидами». 
Тард считает, что подражание бывает двух типов: приблизительным и точным. В своей работе он приводит сравнение с качеством отпечатка:
«Это как большая печать, оставляющая несовершенную пометку на кусочках воска, которые она прижимает, но которая не может быть полностью восстановлена без сравнения всех ее отпечатков».

## Законы подражания
В «Законах подражания» Тард ставит вопрос о причинах быстрого распространения одних изобретений (нововведений) и забвения других. Для того чтобы дать ответ, социолог делит возможные факторы на два вида: логические и сверхлогические. 

### Логические законы подражания
По Тарду, логические причины, или логические законы подражания, это нововведения, которые имеют связь с содержанием. Логические законы дают объяснение тому, почему некоторые изобретения получают распространение, а другие — нет. Кроме того, они объясняют, в какой степени потребность в этих изобретениях осознанна и в какой мере нововведения совместимы с уже устоявшимися знаниями и представлениями . 
Изобретения могут распространяться также в двух разных формах: логических поединков и логических союзов. Логическими поединками автор работы называет распространение нововведений, заменяющих устоявшиеся в обществе привычки и идеи. Он возможен и в том случае, когда изобретение распространяется в одно время с другим нововведением, удовлетворяющим такие же потребности. Кроме того, логические поединки делятся, в свою очередь, на индивидуальные и общественные:
«Лишь с завершением процесса индивидуального поединка начинается поединок общественный. Каждому акту подражания предшествует колебание индивида, потому что каждое изобретение или открытие, стремясь распространиться, встречает препятствие, которое до́лжно устранить и которое заключается в идее или привычке, усвоенной каждым отдельным лицом из публики».

Под логическим союзом Тард понимает «распространение нововведений, которые не противоречат друг другу, взаимно поддерживают друг друга или стремятся к соединению». Автор отделяет изобретения, которые могут накапливаться бесконечно, от тех, что на конкретной стадии накопления необходимо заменить. «В науке примером первых являются наблюдения и опыты, а примером вторых — научные теории, которые, совершенствуясь, заменяют устаревшие».

### Сверхлогические законы подражания
Тард выделил 3 сверхлогических закона подражания, которые прослеживают закономерности в процессе распространения изобретений в обществе. 
По утверждению Тарда, при равных логических условиях:
1. «Подражание идет от внутреннего к внешнему».
2. «Подражание низшего к высшему».
3. Подражание осуществляется «то настоящему, то прошедшему, в зависимости от чего люди обращают свое благосклонное внимание то на примеры отцов, то на примеры своих современников»[1].

Иначе говоря, внешние аспекты поведения передаются позже, чем верования и желания. К примеру, вкусам индивид подражает раньше, чем роскоши. Также тому, что находится выше в социальной иерархии, будут подражать с большей вероятностью, чем среде, стоящей ниже.

## Критика
Согласно социологу Н. Ю. Фирсовой, из всех работ Габриэля Тарда «Законы подражания» вызвали наибольший интерес современников. Например, французский философ-позитивист И. Тэн отзывался о «Законах подражания» как о ключе, подходящем к любому замку. Теория Тарда оказала влияние на многих именитых специалистов, помогла им доработать свои собственные теории. 
М. Вебер развивал свою теорию социального действия, противопоставляя ее точке зрения Г. Тарда. Вебера не устраивало, что французский социолог «игнорировал ориентацию на другого, что исключало осознанное действие и его субъективный смысл. Сам М. Вебер противопоставляет направленность субъекта на другого индивида неосознанным действиям людей в толпе, где они растворяются как индивиды». 
Немецкий социолог Ф.Тённис отзывался о тардовской концепции подражания как о интересной, вслед за ним рассуждал о  видах подражания, ссылаясь на моду и мораль.  
В отечественной социологии обсуждению доктрины Тарда больше всего уделяли внимание его современники.
М. М. Ковалевский, один из видных отечественных социологов, который был знаком с Тардом лично, рассуждал над теорией подражания при рассмотрении вопроса о происхождении права. Во втором томе своих сочинений он выделяет положительные стороны тардовской теории. В первую очередь он отмечает то, что она в определенной степени заполнила существовавший в системе наук пробел — переход от биологии к социологии. Ковалевский пишет, что Тард верно увидел необходимость  освобождения социологии от биологии, то есть то, что общественная наука должна основываться скорее не на учениях о живых организмах, а на общественной психологии, которая изучает «природу междоумственных процессов». При этом отечественный социолог указывает, что в доктрине Тарда «процесс взаимодействия открытия и подражания в прогрессивном развитии человечества» показывается только в самых общих чертах, поскольку большое количество выдвигаемых французским автором гипотез просто не может быть проверено. Такое положение, пишет Ковалевский, делает всю теорию «совершенно неуязвимо».
Внимание работе Тарда уделил и русский литературный критик и социолог Н. К. Михайловский, который «упрекал французского социолога в чрезмерной генерализации феномена подражания до некоего трансцендентного принципа, охватывающего не только общественную жизнь, но и природу в целом». Михайловский не разделял мнение Г. Тарда в том, что подражание является одним из самых важных факторов в жизни общества, хотя и отмечал, что без процессов подражания многие события в общественной истории не могли бы произойти.